# Россия на чемпионате Европы по летним видам спорта 2018
Россия участвует в I объединённом чемпионате Европы по летним видам спорта в Берлине и Глазго со 2 по 12 августа 2018 года в 7 видах спорта. В соревнованиях по лёгкой атлетике россияне участвуют в качестве нейтральных спортсменов из-за продления дисквалификации ВФЛА в июле этого года.
Чемпионат по водным видам спорта стал для сборной самым успешным в истории чемпионатов по количеству медалей, были завоёваны 39 медалей. Это стало возможно благодаря побитому рекорду советской сборной на чемпионате 1991 года.

## Медали
| Золото  | |                                                        |            |
| №       | Спортсмены | Вид спорта (дисциплина)                                | Дата       |
| 1       | Светлана Колесниченко Варвара Субботина | Синхронное плавание (дуэты, техническая программа)     | 3 августа  |
| 2       | Александр Мальцев Майя Гурбанбердиева | Синхронное плавание (микст, техническая программа)     | 3 августа  |
| 3       | Евгений Рылов Данила Изотов Владимир Морозов Климент Колесников Владислав Гринёв Иван Кузьменко Сергей Фесиков Андрей Жилкин                            | Плавание (эстафета 4×100 м вольный стиль)              | 3 августа  |
| 4       | Дарья Шмелёва Анастасия Войнова | Трековый велоспорт (командный спринт)                  | 3 августа  |
| 5       | Екатерина Севостьянова Анастасия Тиханова Екатерина Потапова Елена Орябинская                                                                           | Академическая гребля (четвёрки распашные без рулевого) | 4 августа  |
| 6       | Анастасия Архиповская Анастасия Баяндина Дарья Баяндина Марина Голядкина Вероника Калинина Полина Комар Мария Шурочкина Дарина Валитова Михаела Каланча | Синхронное плавание (команды, произвольная программа)  | 4 августа  |
| 7       | Лилия Ахаимова Ирина Алексеева Ангелина Мельникова Ульяна Перебиносова Ангелина Симакова                                                                | Спортивная гимнастика (командное многоборье)           | 4 августа  |
| 8       | Климент Колесников | Плавание (50 м на спине)                               | 4 августа  |
| 9       | Юлия Ефимова | Плавание (100 м брасс)                                 | 5 августа  |
| 10      | Дарья Шмелёва | Трековый велоспорт (спринт)                            | 5 августа  |
| 11      | Светлана Колесниченко | Синхронное плавание (соло, техническая программа)      | 6 августа  |
| 12      | Анастасия Архиповская Анастасия Баяндина Дарья Баяндина Марина Голядкина Вероника Калинина Полина Комар Мария Шурочкина Дарина Валитова Михаела Каланча | Синхронное плавание (команды, техническая программа)   | 6 августа  |
| 13      | Климент Колесников | Плавание (100 м на спине)                              | 6 августа  |
| 14      | Антон Чупков | Плавание (200 м брасс)                                 | 6 августа  |
| 15      | Дарья Шмелёва | Трековый велоспорт (гит на 500 м)                      | 6 августа  |
| 16      | Светлана Колесниченко Варвара Субботина | Синхронное плавание (дуэты, произвольная программа)    | 7 августа  |
| 17      | Александр Мальцев Майя Гурбанбердиева | Синхронное плавание (микст, произвольная программа)    | 7 августа  |
| 18      | Светлана Колесниченко | Синхронное плавание (соло, произвольная программа)     | 7 августа  |
| 19      | Анастасия Фесикова | Плавание (100 м на спине)                              | 7 августа  |
| 20      | Юлия Ефимова | Плавание (200 м брасс)                                 | 7 августа  |
| 21      | Евгений Рылов | Плавание (200 м на спине)                              | 8 августа  |
| 22      | Александр Бондарь Виктор Минибаев | Прыжки в воду (вышка 10 м, синхронные прыжки)          | 9 августа  |
| 23      | Юлия Ефимова | Плавание (50 м брасс)                                  | 9 августа  |
| 24      | Анастасия Фесикова Юлия Ефимова Светлана Чимрова Мария Каменева Дарья Устинова Виталина Симонова Арина Опёнышева                                        | Плавание (комбинированная эстафета 4×100 м)            | 9 августа  |
| 25      | Евгений Кузнецов Илья Захаров | Прыжки в воду (трамплин 3 м, синхронные прыжки)        | 10 августа |
| 26      | Мария Полякова | Прыжки в воду (трамплин 1 м)                           | 10 августа |
| 27      | Давид Белявский Артур Далалоян Николай Куксенков Дмитрий Ланкин Никита Нагорный                                                                         | Спортивная гимнастика (командное многоборье)           | 11 августа |
| 28      | Никита Шлейхер Юлия Тимошинина | Прыжки в воду (микст, вышка 10 м, синхронные прыжки)   | 11 августа |
| 29      | Александр Бондарь | Прыжки в воду (вышка 10 м)                             | 12 августа |
| 30      | Артур Далалоян | Спортивная гимнастика (опорный прыжок)                 | 12 августа |
| 31      | Артур Далалоян | Спортивная гимнастика (параллельные брусья)            | 12 августа |
| Серебро | |                                                        |            |
| №       | Спортсмены | Вид спорта (дисциплина)                                | Дата       |
|         | |                                                        |            |
| Бронза  | |                                                        |            |
| №       | Спортсмены | Вид спорта (дисциплина)                                | Дата       |
| 1       | Гульназ Бадыкова | Трековый велоспорт (25 км гонка по очкам)              | 4 августа  |
| 2       | Анна Егорова | Плавание (800 м вольный стиль)                         | 4 августа  |
| 3       | Антон Чупков | Плавание (100 м брасс)                                 | 4 августа  |
| 4       | Евгения Аугустинас | Трековый велоспорт (гонка на выбывание)                | 5 августа  |
| 5       | Ангелина Мельникова | Спортивная гимнастика (разновысокие брусья)            | 5 августа  |
| 6       | Евгений Кузнецов Юлия Тимошинина | Прыжки в воду (Командные соревнования)                 | 6 августа  |
| 7       | Анастасия Гуженкова | Плавание (200 м вольный стиль)                         | 6 августа  |
| 8       | Дарья Шмелёва | Трековый велоспорт (кейрин)                            | 7 августа  |
| 9       | Олег Костин | Плавание (50 м баттерфляй)                             | 7 августа  |
| 10      | Михаил Довгалюк | Плавание (200 м вольный стиль)                         | 7 августа  |
| 11      | Климент Колесников Владислав Гринёв Мария Каменева Арина Опёнышева Данила Изотов Розалия Насретдинова                                                   | Плавание (Эстафета 4×100 м вольный стиль)              | 8 августа  |
| 12      | Евгений Кузнецов | Прыжки в воду (трамплин 3 м)                           | 9 августа  |
| 13      | Ярослава Бондаренко | BMX (женщины)                                          | 11 августа |
| 14      | Надежда Бажина Кристина Ильиных | Прыжки в воду (трамплин 3 м, синхронные прыжки)        | 12 августа |
| 15      | Артур Далалоян | Спортивная гимнастика (вольные упражнения)             | 12 августа |
| 16      | Дмитрий Ланкин | Спортивная гимнастика (опорный прыжок)                 | 12 августа |

| Медали по видам спорта | Медали по видам спорта | Медали по видам спорта | Медали по видам спорта | Медали по видам спорта |
| ---------------------- | ---------------------- | ---------------------- | ---------------------- | ---------------------- |
| Вид спорта             | 1                      | 2                      | 3                      | Итого                  |
| Водные виды спорта     | 22                     | 13                     | 8                      | 43                     |
| Велоспорт              | 3                      | 2                      | 4                      | 9                      |
| Спортивная гимнастика  | 2                      | 1                      | 1                      | 4                      |
| Академическая гребля   | 1                      | 0                      | 0                      | 1                      |
| Всего                  | 28                     | 16                     | 13                     | 57                     |

| Медали по дням | Медали по дням | Медали по дням | Медали по дням | Медали по дням | Медали по дням |
| -------------- | -------------- | -------------- | -------------- | -------------- | -------------- |
| День           | Дата           | 1              | 2              | 3              | Итого          |
| 2              | 3 августа      | 4              | 0              | 0              | 4              |
| 3              | 4 августа      | 4              | 2              | 3              | 9              |
| 4              | 5 августа      | 2              | 4              | 2              | 8              |
| 5              | 6 августа      | 5              | 3              | 2              | 10             |
| 6              | 7 августа      | 5              | 3              | 3              | 11             |
| 6              | 8 августа      | 1              | 0              | 1              | 2              |
| 7              | 9 августа      | 3              | 3              | 1              | 7              |
| 8              | 10 августа     | 2              | 1              | 0              | 3              |
| 9              | 11 августа     | 2              | 0              | 1              | 3              |
| Всего          | Всего          | 28             | 16             | 13             | 57             |

| Медали по полу | Медали по полу | Медали по полу | Медали по полу | Медали по полу |
| -------------- | -------------- | -------------- | -------------- | -------------- |
| Пол            | 1              | 2              | 3              | Итого          |
| Мужчины        | 8              | 4              | 4              | 16             |
| Женщины        | 17             | 10             | 7              | 34             |
| Смешанные      | 3              | 2              | 2              | 7              |
| Всего          | 28             | 16             | 13             | 57             |